# Un nuage dans un verre d'eau
Pour plus de détails, voir Fiche technique et Distribution.
Un nuage dans un verre d'eau est un film français réalisé par Srinath Samarasinghe et sorti en 2013.

## Synopsis
Monsieur Noun est un ancien projectionniste égyptien.  Khalil, le petit-fils de Monsieur Noun, tourne un documentaire sur son grand-père qui est souvent en compagnie d'Anna, une prostituée roumaine. Anna et Monsieur Noun habitent dans le même immeuble à Paris et malgré une différence d'âge de cinquante ans, ils partagent quelques centres d’intérêt en communs comme la musique, les news sur les journaux, les bandes dessinées et les westerns spaghettis avec Clint Eastwood. Mais un jour, Monsieur Noun disparaît mystérieusement. Le documentaire de Khalil se transforme en un thriller avec Anna qui se lance minutieusement dans les recherches pour découvrir la vérité.

## Fiche technique
- Titre : Un nuage dans un verre d'eau
- Réalisation et scénario : Srinath Samarasinghe
- Direction artistique : Julien Vray
- Costumes : Cyril Fontaine et Claire Geny
- Photographie : Alexandre Bussière
- Montage : Karen Cerutti
- Musique : Ramachandra Borcar
- Pays :  France
- Genre : thriller
- Durée : 90 minutes
- Dates de sortie :
  - 24 mai 2013  Canada
  - 14 août 2013  France

## Distribution
- Anamaria Marinca : Anna
- Gamil Ratib : M. Noun
- Tewfik Jallab : Khalil
- Hadzi Janev : Antoni Antoni
- Jean-Michel Correia : Bertrand
- Guillaume Verdier : Kiersten
- Claude Perron
- Marc Bodnar
- Miguel Ferreira : Gabin
- Jean Marie Godet : Jean-Marie Gonzales